# Delias hapalina
Delias hapalina är en fjärilsart som beskrevs av Jordan 1912. Delias hapalina ingår i släktet Delias och familjen vitfjärilar. Inga underarter finns listade i Catalogue of Life.